# Джайевер, Айвар
Айвар Джайевер (Ивар Евер норв. Ivar Giæver; 5 апреля 1929[…], Берген — 20 июня 2025, Скенектади, Нью-Йорк) — норвежско-американский физик, лауреат Нобелевской премии по физике в 1973 г. «за экспериментальные открытия туннельных явлений в полупроводниках и сверхпроводниках» (совместно с Лео Эсаки).
Член Национальной академии наук США (1974).

## Биография
После учёбы с 1948 по 1952 год Джайевер получил диплом инженера в Норвежском технологическом институте в Тронхейме. В 1954 году эмигрировал в Канаду. Работал там сперва в архитектурном бюро, затем в качестве инженера в компании General Electric. В 1956 году переселился в США. С 1958 по 1969 год работал в Политехническом институте Ренсселера в городе Трой (штат Нью-Йорк) по теме сверхпроводимости и туннельных эффектов. По этой теме защитил диссертацию в 1964 году.
С 1970 года Джайевер работал также в области биологии и биофизики. Развил метод обнаружения иммунных реакций. С 1988 года являлся профессором в Политехническом институте Ренсселера и кроме того в Институте физики в университете Осло.
В 1973 году Джайевер получил совместно с Лео Эсаки Нобелевскую премию по физике. Часть премии получил Б. Д. Джозефсон «за теоретическое предсказание свойств тока, проходящего через туннельный барьер, в частности явлений, общеизвестных ныне под названием эффектов Джозефсона».
Джайеверу принадлежит следующее высказывание: «Природа для человека как холодильник для пса: он знает, что внутри еда, но никогда не поймёт, каким образом работает холодильник».
Умер 20 июня 2025 года в возрасте 96 лет в Скенектади, штат Нью-Йорк.

## Общественная деятельность
В 2012 году на встрече нобелевских лауреатов раскритиковал теорию глобального потепления, назвав изменение климата псевдонаукой и заявил следующее:

Глобальное потепление стало новой религией, поскольку вы не можете его обсуждать
В 2016 году подписал письмо с призывом к Greenpeace, Организации Объединенных Наций и правительствам всего мира прекратить борьбу с генетически модифицированными организмами (ГМО).